# Yesterday (single van The Beatles)
Yesterday is een in augustus 1965 uitgekomen popnummer van The Beatles, op hun album Help!. Het is voor het overgrote deel geschreven door Paul McCartney, met een kleine bijdrage van John Lennon. Het nummer is toegeschreven aan het duo Lennon-McCartney, de combinatie die gebruikt werd voor alle nummers geschreven door Lennon en/of McCartney in de Beatles-periode.

## Geschiedenis
Yesterday was het eerste nummer van de Beatles dat werd opgenomen door één lid van de groep, namelijk Paul McCartney. De opnames vonden voor zover bekend plaats op 14 juni 1965, in de Abbey Road Studios in Londen; drie dagen later werd het strijkkwartet op de achtergrond toegevoegd.
Yesterday heette in de aanvangsfase eerst Scrambled eggs, bij gebrek aan een passende tekst en titel. Voorlopig zong McCartney op deze melodie een onzintekst: "Scrambled eggs/Oh my baby how I love your legs/Not as much as I love scrambled eggs". Lennon herinnerde zich later hoe ze langdurig gezocht hadden naar een titel, maar toen McCartney uiteindelijk aankwam met de titel Yesterday vond Lennon het bijna jammer, omdat ze zoveel plezier hadden gehad met Scrambled eggs.
De overige drie leden van de Beatles probeerden aanvankelijk de verspreiding van Yesterday te stoppen, aangezien het geheel akoestische nummer in hun ogen te sterk verschilde met het andere ooit uitgebrachte werk van de Beatles. Als single verscheen het in de VS in september 1965; in het Verenigd Koninkrijk pas in 1976. In de Veronica Top 40 bereikte het nummer de nr.1-positie in november; in de Tijd voor Teenagers Top 10 kwam het op 30 oktober binnen op de eerste plaats.
Het nummer werd in 2005 door de muziekzender MTV en het Amerikaanse muziektijdschrift Rolling Stone tot beste popnummer sinds 1963 uitgeroepen, voor Satisfaction van de Rolling Stones en Smells Like Teen Spirit van Nirvana. Volgens het Guinness Book of Records is Yesterday het meest gecoverde liedje ooit. In totaal zijn er circa 3000 verschillende covers gemaakt, waarvan de eerste uitkwam in het Verenigd Koninkrijk drie maanden na het verschijnen van het album Help!.

## Hitnotering

### Evergreen Top 1000
| Evergreen Top 1000 "Yesterday" | Evergreen Top 1000 "Yesterday" | Evergreen Top 1000 "Yesterday" | Evergreen Top 1000 "Yesterday" | Evergreen Top 1000 "Yesterday" | Evergreen Top 1000 "Yesterday" | Evergreen Top 1000 "Yesterday" | Evergreen Top 1000 "Yesterday" | Evergreen Top 1000 "Yesterday" | Evergreen Top 1000 "Yesterday" | Evergreen Top 1000 "Yesterday" | Evergreen Top 1000 "Yesterday" | Evergreen Top 1000 "Yesterday" | Evergreen Top 1000 "Yesterday" | Evergreen Top 1000 "Yesterday" | Evergreen Top 1000 "Yesterday" | Evergreen Top 1000 "Yesterday" |
| Jaar                           | 2008                           | 2009                           | 2010                           | 2011                           | 2012                           | 2013                           | 2014                           | 2015                           | 2016                           | 2017                           | 2018                           | 2019                           | 2020                           | 2021                           | 2022                           | 2023                           |
| ------------------------------ | ------------------------------ | ------------------------------ | ------------------------------ | ------------------------------ | ------------------------------ | ------------------------------ | ------------------------------ | ------------------------------ | ------------------------------ | ------------------------------ | ------------------------------ | ------------------------------ | ------------------------------ | ------------------------------ | ------------------------------ | ------------------------------ |
| Positie                        | 2                              | 1                              | 2                              | 4                              | 2                              | 17                             | 13                             | 23                             | 34                             | 52                             | 39                             | 48                             | 48                             | 37                             | 44                             | 47                             |

### Top 40
| "Yesterday" in de Top 40 - binnen 30-10-1965 | "Yesterday" in de Top 40 - binnen 30-10-1965 | "Yesterday" in de Top 40 - binnen 30-10-1965 | "Yesterday" in de Top 40 - binnen 30-10-1965 | "Yesterday" in de Top 40 - binnen 30-10-1965 | "Yesterday" in de Top 40 - binnen 30-10-1965 | "Yesterday" in de Top 40 - binnen 30-10-1965 | "Yesterday" in de Top 40 - binnen 30-10-1965 | "Yesterday" in de Top 40 - binnen 30-10-1965 | "Yesterday" in de Top 40 - binnen 30-10-1965 | "Yesterday" in de Top 40 - binnen 30-10-1965 | "Yesterday" in de Top 40 - binnen 30-10-1965 | "Yesterday" in de Top 40 - binnen 30-10-1965 | "Yesterday" in de Top 40 - binnen 30-10-1965 | "Yesterday" in de Top 40 - binnen 30-10-1965 | "Yesterday" in de Top 40 - binnen 30-10-1965 | "Yesterday" in de Top 40 - binnen 30-10-1965 | "Yesterday" in de Top 40 - binnen 30-10-1965 | "Yesterday" in de Top 40 - binnen 30-10-1965 | "Yesterday" in de Top 40 - binnen 30-10-1965 | "Yesterday" in de Top 40 - binnen 30-10-1965 | binnen 19-06-1976 | binnen 19-06-1976 | binnen 19-06-1976 | binnen 19-06-1976 | binnen 19-06-1976 |
| Week                                         | 1                                            | 2                                            | 3                                            | 4                                            | 5                                            | 6                                            | 7                                            | 8                                            | 9                                            | 10                                           | 11                                           | 12                                           | 13                                           | 14                                           | 15                                           | 16                                           | 17                                           | 18                                           | 19                                           |                                              | 20                | 21                | 22                | 23                |                   |
| -------------------------------------------- | -------------------------------------------- | -------------------------------------------- | -------------------------------------------- | -------------------------------------------- | -------------------------------------------- | -------------------------------------------- | -------------------------------------------- | -------------------------------------------- | -------------------------------------------- | -------------------------------------------- | -------------------------------------------- | -------------------------------------------- | -------------------------------------------- | -------------------------------------------- | -------------------------------------------- | -------------------------------------------- | -------------------------------------------- | -------------------------------------------- | -------------------------------------------- | -------------------------------------------- | ----------------- | ----------------- | ----------------- | ----------------- | ----------------- |
| Nummer                                       | 23                                           | 2                                            | 1                                            | 1                                            | 1                                            | 1                                            | 1                                            | 1                                            | 2                                            | 2                                            | 4                                            | 5                                            | 7                                            | 12                                           | 15                                           | 18                                           | 18                                           | 25                                           | 37                                           | uit                                          | 29                | 25                | 29                | 37                | uit               |

### Parool Top 20/Single Top 100
| "Yesterday" in de Parool Top 20/Single Top 100 - binnen 30-10-1965 | "Yesterday" in de Parool Top 20/Single Top 100 - binnen 30-10-1965 | "Yesterday" in de Parool Top 20/Single Top 100 - binnen 30-10-1965 | "Yesterday" in de Parool Top 20/Single Top 100 - binnen 30-10-1965 | "Yesterday" in de Parool Top 20/Single Top 100 - binnen 30-10-1965 | "Yesterday" in de Parool Top 20/Single Top 100 - binnen 30-10-1965 | "Yesterday" in de Parool Top 20/Single Top 100 - binnen 30-10-1965 | "Yesterday" in de Parool Top 20/Single Top 100 - binnen 30-10-1965 | "Yesterday" in de Parool Top 20/Single Top 100 - binnen 30-10-1965 | "Yesterday" in de Parool Top 20/Single Top 100 - binnen 30-10-1965 | "Yesterday" in de Parool Top 20/Single Top 100 - binnen 30-10-1965 | "Yesterday" in de Parool Top 20/Single Top 100 - binnen 30-10-1965 | "Yesterday" in de Parool Top 20/Single Top 100 - binnen 30-10-1965 | "Yesterday" in de Parool Top 20/Single Top 100 - binnen 30-10-1965 | "Yesterday" in de Parool Top 20/Single Top 100 - binnen 30-10-1965 | "Yesterday" in de Parool Top 20/Single Top 100 - binnen 30-10-1965 | "Yesterday" in de Parool Top 20/Single Top 100 - binnen 30-10-1965 | "Yesterday" in de Parool Top 20/Single Top 100 - binnen 30-10-1965 | "Yesterday" in de Parool Top 20/Single Top 100 - binnen 30-10-1965 | binnen 19-06-1976 | binnen 19-06-1976 | binnen 19-06-1976 | binnen 19-06-1976 | binnen 20-11-2010 | binnen 20-11-2010 | binnen 20-11-2010 | binnen 20-11-2010 | binnen 8-1-2011 | binnen 8-1-2011 |
| Week                                                               | 1                                                                  | 2                                                                  | 3                                                                  | 4                                                                  | 5                                                                  | 6                                                                  | 7                                                                  | 8                                                                  | 9                                                                  | 10                                                                 | 11                                                                 | 12                                                                 | 13                                                                 | 14                                                                 | 15                                                                 | 16                                                                 | 17                                                                 |                                                                    | 18                | 19                | 20                |                   | 21                | 22                | 23                |                   | 24              |                 |
| ------------------------------------------------------------------ | ------------------------------------------------------------------ | ------------------------------------------------------------------ | ------------------------------------------------------------------ | ------------------------------------------------------------------ | ------------------------------------------------------------------ | ------------------------------------------------------------------ | ------------------------------------------------------------------ | ------------------------------------------------------------------ | ------------------------------------------------------------------ | ------------------------------------------------------------------ | ------------------------------------------------------------------ | ------------------------------------------------------------------ | ------------------------------------------------------------------ | ------------------------------------------------------------------ | ------------------------------------------------------------------ | ------------------------------------------------------------------ | ------------------------------------------------------------------ | ------------------------------------------------------------------ | ----------------- | ----------------- | ----------------- | ----------------- | ----------------- | ----------------- | ----------------- | ----------------- | --------------- | --------------- |
| Nummer                                                             | 1                                                                  | 1                                                                  | 1                                                                  | 1                                                                  | 1                                                                  | 1                                                                  | 1                                                                  | 1                                                                  | 2                                                                  | 3                                                                  | 5                                                                  | 7                                                                  | 13                                                                 | 13                                                                 | 16                                                                 | 16                                                                 | 19                                                                 | uit                                                                | 29                | 26                | 28                | uit               | 63                | 39                | 85                | uit               | 96              | uit             |

### NPO Radio 2 Top 2000
| Nummer met noteringen in de NPO Radio 2 Top 2000 | '99 | '00 | '01 | '02 | '03 | '04 | '05 | '06 | '07 | '08 | '09 | '10 | '11 | '12 | '13 | '14 | '15 | '16 | '17 | '18 | '19 | '20 | '21 | '22 | '23 | '24 |
| ------------------------------------------------ | --- | --- | --- | --- | --- | --- | --- | --- | --- | --- | --- | --- | --- | --- | --- | --- | --- | --- | --- | --- | --- | --- | --- | --- | --- | --- |
| Yesterday                                        | 6   | 8   | 24  | 30  | 34  | 37  | 46  | 39  | 32  | 28  | 44  | 33  | 50  | 85  | 76  | 89  | 96  | 97  | 87  | 122 | 94  | 104 | 120 | 135 | 158 | 131 |

1. ↑  Een vetgedrukt getal geeft de hoogste notering aan.

### JOE FM Hitarchief Top 2000
| "Yesterday" | "Yesterday" | "Yesterday" | "Yesterday" | "Yesterday" |
| Jaar        | 2009        | 2010        | 2011        | 2012        |
| ----------- | ----------- | ----------- | ----------- | ----------- |
| Positie     | 24          | 25          | 23          | 24          |

## Trivia
- Om de song in dezelfde toonaard en met dezelfde grepen als McCartney deed te spelen, dient men de gitaar een hele toon lager dan de standaard stemming te stemmen.[4]